# Super Bowl XLIII
Super Bowl XLIII var en match i amerikansk fotboll mellan mästarna för American Football Conference (AFC), Pittsburgh Steelers och mästarna för National Football Conference (NFC), Arizona Cardinals för att avgöra vilket lag som skulle bli mästare för säsongen 2008 av National Football League (NFL). Steelers besegrade Cardinals med 27–23 och blev därmed det första laget att vinna sex Super Bowls. Matchen spelades 1 februari 2009 på Raymond James Stadium i Tampa, Florida.